# Прадалунга
Прадалунга (итал. Pradalunga) — коммуна в Италии, располагается в регионе Ломбардия, подчиняется административному центру Бергамо.
Население составляет 4445 человек, плотность населения составляет 516 чел./км². Занимает площадь 8,6 км². Почтовый индекс — 24020. Телефонный код — 035.
Покровителем населённого пункта считается святая великомученица Варвара Илиопольская. Праздник ежегодно празднуется 4 декабря.